# Tatlatan
Tatlatan, jedno od podplemena Ahtena (Ahtnakhotana) Indijanaca, porodica Athapaskan, koji se vode kao najstariji stanovnici bazena rijeke Copper u krajevima oko rijeka Tazlina, Copper, Slana i Suslota Creek na Aljaski. U Fredericka Whympera (1869) nazivaju se Tatla.